# Hypodactylus peraccai
Espèce
Synonymes
- Phrynopus peraccai Lynch, 1975

Statut de conservation UICN

 DD  : Données insuffisantes
Hypodactylus peraccai est une espèce d'amphibiens de la famille des Craugastoridae.

## Répartition
Cette espèce est endémique d'Équateur. Elle se rencontre entre 3 000 et 3 350 m d'altitude du nord de la cordillère Orientale dans les provinces de Napo et de Carchi.

## Description
Les femelles mesurent de 19,0 à 21,6 mm.

## Étymologie
Cette est nommée en l'honneur de Mario Giacinto Peracca.

## Publication originale
- Lynch, 1975 : A review of the Andean leptodactylid frog genus Phrynopus. Occasional Papers of the Museum of Natural History University of Kansas, no 35, p. 1-51 (texte intégral).